# (5002) Marnix
(5002) Marnix ist ein Asteroid des Hauptgürtels, der am 20. September 1987 von dem belgischen Astronomen Eric Walter Elst am Roschen-Observatorium in Bulgarien entdeckt wurde.
Der Asteroid wurde nach dem niederländischen Schriftsteller und Politiker Philips van Marnix benannt, der als Verfasser der niederländischen Nationalhymne Het Wilhelmus gilt.